# 吳纂

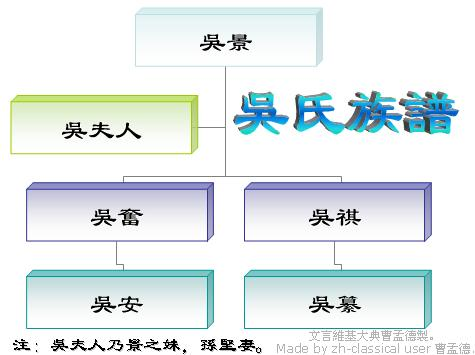

吳纂是孫吳吳郡人。
父亲吳祺死后，吳纂继承，受封都亭侯。
吳纂的妻子是滕胤的女儿，滕胤被誅，一同遇害。

## 家屬
- 祖 吳景
- 伯 吳奮
- 父 吳祺
- 堂兄 吳安
- 妻 滕氏
- 岳父 滕胤